# Wonderland (banda)

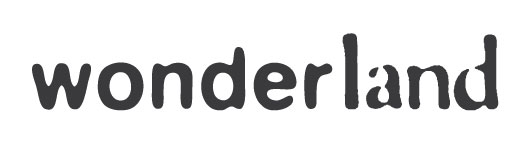

## História
Os Wonderland nascem em 1995 com Paulo Costa (guitarra) Vasco Boucinha (voz e guitarra), Eduardo Alves (guitarra e baixo), Francisco Sousa (bateria), Rodrigo Oliveira Martins (guitarra). 
Gravam o primeiro álbum "Welcome to Wonderland" em 1997 pela editora Discossete.
Os Wonderland participam em alguns dos maiores festivais nacionais, Festival SuperBock SuperRock, Semanas Académicas, fazendo a primeira parte dos escoceses GUN, Santos&Pecadores  e abrem a EXPO98 na praça Sony. 
Em 1999 editam o álbum Say Nothing (Vasco Boucinha, Eduardo Alves e Francisco Sousa). Universal Music
Após a gravação do álbum “Say Nothing”, os Wonderland iniciam uma nova série de concertos destacando-se de entre eles, a primeira parte de Bryan Adams, Festivais Alive 99 e SuperBock SuperRock. Vasto é o calendário de concertos, programas de televisão, entrevistas de rádio e imprensa escrita que a banda realiza desde essa altura. O single "Nothing New" alcança a fama, tocando diariamente nas rádios nacionais.
Em 2000, a banda integra o guitarrista Gonçalo Brou, em substituição de Eduardo, fazendo uma longa tourné, culminando no Festival da Ilha do Ermal, num cartaz que destaca Limp Biskit, (https://www.loudmagazine.net/limp-bizkit-festival-ilha-do-ermal-videos/) e actuam perante 10 mil pessoas numa noite memorável. 
Em 2003 gravam mais um álbum “Glad Again”, editado pela Universal Music. Um dos temas deste álbum, “black and white”, foi banda sonora do filme “Mano”(com a participação de Canto e castro, Diogo Infante, Adelaide de Sousa e George Felner). http://www.cinept.ubi.pt/pt/filme/8176/Manô
Em Junho de 2006 os Wonderland vão para estúdio. Vasco Boucinha (voz e guitarra), juntou José Carlos (bateria), Simões (baixo), Gonçalo Brou (guitarra) e  Xangaii (programação e teclas) para gravarem o álbum  "Sensation". https://wonderland.blogs.sapo.pt/7824.html

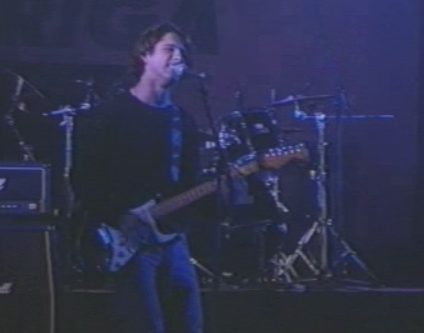
Vasco Boucinha, Festival Atlântico, Sines, 2000

## Membros Iniciais 1995
- Paulo Costa (guitarra)
- Vasco Boucinha (voz e guitarra),
- Eduardo Alves (guitarra e baixo),
- Francisco Sousa (bateria, percussão e loop)
- Rodrigo Oliveira Martins (guitarra)

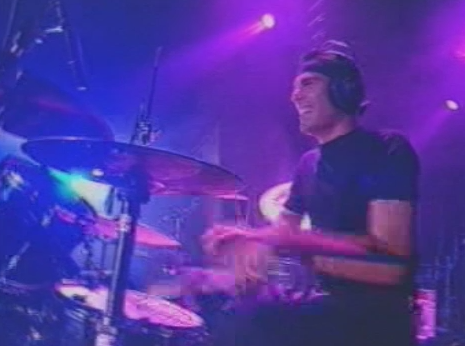
Francisco Sousa, Festival Atlântico, Sines, 2000

## Membros em 2000
- Vasco Boucinha (voz e guitarra),
- Gonçalo Brou (guitarra),
- Francisco Sousa (bateria)

## Membros em 2006

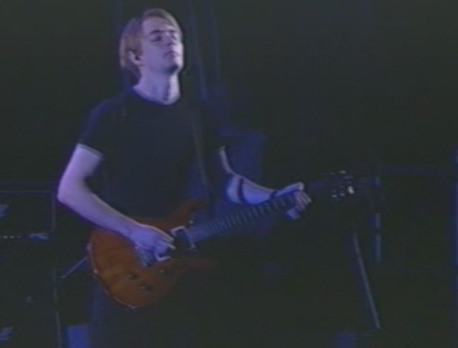
Gonçalo Brou, Festival Atlântico, Sines, 2000

- Vasco Boucinha (voz e guitarra),
- José Carlos (bateria),
- Gonçalo Brou (guitarra),
- Simões (baixo).

## Membros em 2007

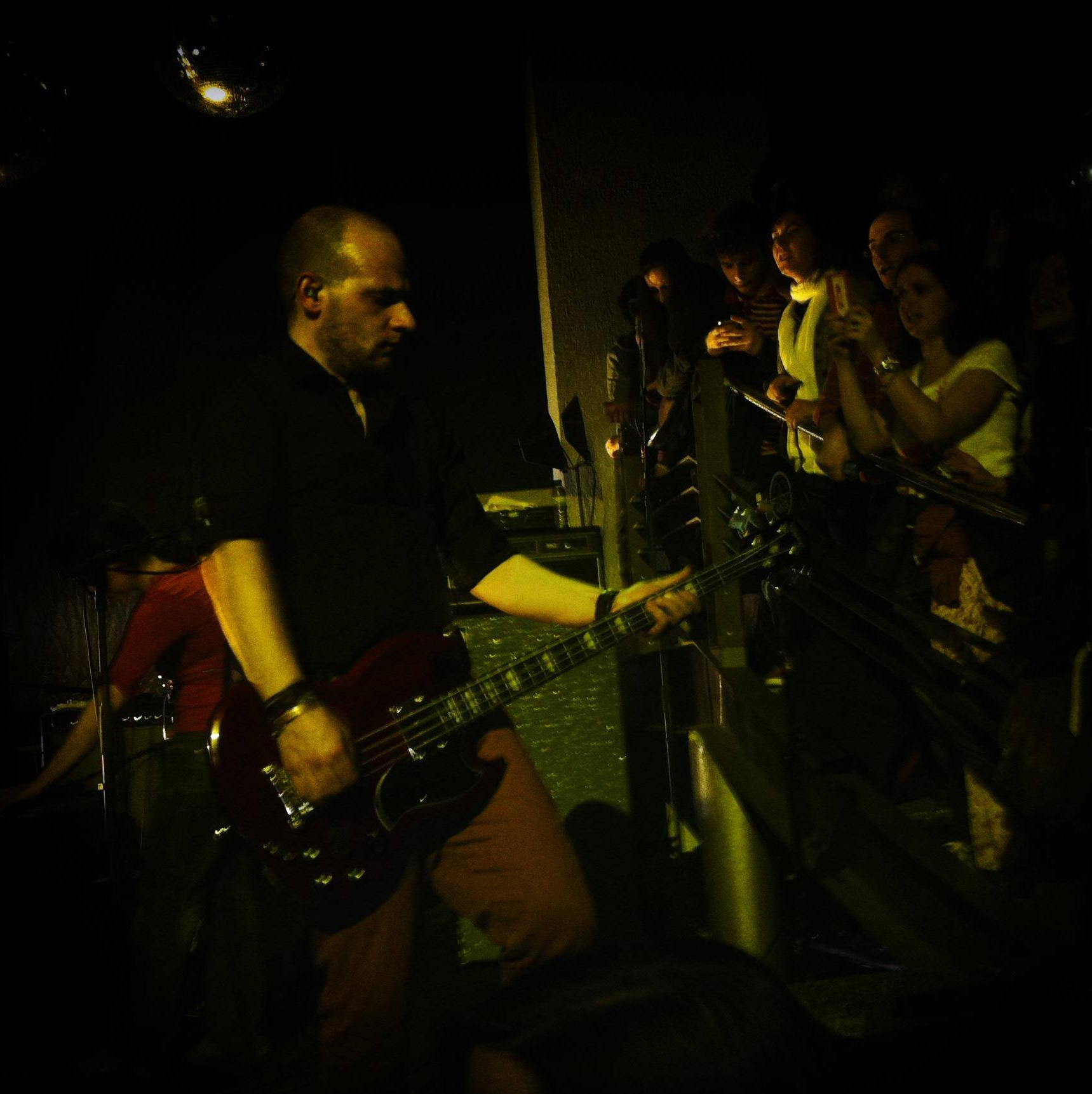
Simões, 2006

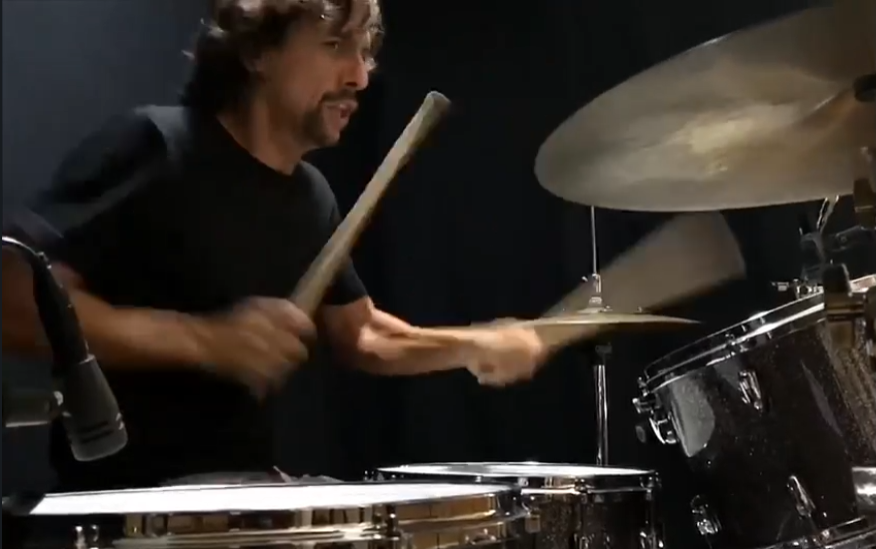
José Carlos, 2007

- Vasco Boucinha (voz e guitarra),
- José Carlos (bateria),
- Adelino (guitarra),
- Hugo (baixo).

## Discografia
- Welcome to Wonderland (1997)

1. In this town
2. Lost ground
3. When I close my eyes
4. Troubles
5. Move out
6. Wrong way
7. Death calls your track
8. Screwing all my life
9. I don't know why
10. Better than that

- Say Nothing (1999)

1. Mysterious goal
2. Can you hear me?
3. If I stand
4. I can fly
5. Do it as you think...
6. It's not so easy
7. Nothing new
8. Perfectly away
9. It's not over
10. Revealing everything

- Glad Again (2003)

1. Take it on
2. Chase it away
3. Straight face
4. If you change
5. Hide away
6. Glad again!
7. Black and white
8. Ready to go on
9. Think twice
10. We trust you

- Sensation (2006)

1. Before
2. Sensation
3. Still the only one
4. Rise
5. It´s all or nothing
6. Give me
7. More than just the one
8. Together
9. Tell me about it
10. To watch over you

## Singles
Nothing new (1999)
Take it on (2003)
Sensation (2007)